# ديف إدواردز (عازف ساكسفون)
ديف إدواردز (بالإنجليزية: Dave Edwards)‏ هو عازف ساكسفون أمريكي، ولد في 11 يناير 1941، وتوفي في 12 أغسطس 2000 في أورلاندو في الولايات المتحدة.

## وصلات خارجية
- ديف إدواردز على موقع IMDb (الإنجليزية)
- ديف إدواردز على موقع ميوزك برينز (الإنجليزية)
- ديف إدواردز على موقع ديسكوغز (الإنجليزية)